# Florian Lejeune
Florian Grégoire Claude Lejeune (* 20. Mai 1991 in Paris) ist ein französischer Fußballspieler der bei Deportivo Alavés unter Vertrag steht, derzeit jedoch an Rayo Vallecano ausgeliehen ist. Er ist sowohl als Verteidiger als auch als Mittelfeldspieler einsetzbar, spielt aber hauptsächlich als Innenverteidiger.

## Vereinskarriere
Lejeune wurde in Paris geboren und begann seine Fußballkarriere im Juli 1998 im Centre de Formation de Paris, einem Jugend-Sportverein. Nachdem er als Jugendlicher für verschiedene Amateurvereine gespielt hatte, wechselte er im Sommer 2009 zum FC Istres in die Ligue 2. Er spielte zuerst für die zweite Mannschaft des Klubs und wurde später in den Profikader befördert, wo er mit guten Leistungen auf sich aufmerksam machen konnte.
Am 7. Juli 2011 wechselte Lejeune für eine Ablösesumme von einer Million Euro zum FC Villarreal. Er spielte dort zuerst für die zweite Mannschaft. Nachdem er in sieben Spielen der B-Mannschaft aufgetreten war, gab Lejeune sein Debüt in der A-Mannschaft am 6. November 2011 bei einem 0:0-Unentschieden gegen Espanyol Barcelona als Einwechselspieler. Im Januar 2013 wurde er in die Ligue 1 an Stade Brest ausgeliehen. Im Juli 2013 wurde bekannt gegeben, dass Lejeune für ein weiteres Jahr an den nun abgestiegenen Verein ausgeliehen wird.
Nachdem seine Leihe bei Brest beendet war, unterzeichnete Lejeune einen Zweijahresvertrag beim FC Girona in der zweiten spanischen Liga. Beim katalanischen Klub wurde er zum unumstrittenen Stammspieler und absolvierte 2015/16 alle 38 Ligaspiele.
Am 28. August 2015 wechselte Lejeune überraschend zu Manchester City. Er absolvierte allerdings nie ein Pflichtspiel für den Verein und wurde umgehend wieder an Girona verliehen.
Nach einer Saison bei SD Eibar wechselte er schließlich am 4. Juli 2017 zu Newcastle United in die Premier League. Die Ablösesumme wurde auf 10 Millionen Euro geschätzt. Im September 2020 lieh Newcastle ihn für eine Spielzeit an den spanischen Erstligisten Deportivo Alavés aus. Im Anschluss verpflichtete der Verein ihn fest. Zur Saison 2022/23 wurde er an Rayo Vallecano verliehen.

## Nationalmannschaft
Er absolvierte sieben Länderspiele für die U-20-Nationalmannschaft Frankreichs. Er nahm an der U-20-Fußball-Weltmeisterschaft 2011 teil und erreichte das Halbfinale.